# Ilkeston Town Football Club
Ilkeston Town Football Club fue un club de fútbol inglés con sede en Ilkeston.

## Historia
El club se formó en 1945 tras la desaparición de clubes como el Ilkeston United y el anterior Ilkeston Town.
Al principio, el club compitió en el fútbol local y no se unió a la Midland League senior hasta 1961. Se convirtieron en campeones de la Midland League en 1968 y pasaron dos años en la Southern Football League a principios de la década de 1970.
Cuando la Midland League se fusionó con la Yorkshire Football League para formar la Northern Counties East League en 1982, Ilkeston se convirtió en miembro fundador de la nueva competición y entró en la Premier Division. Después de terminar último en la liga en 1986, se unieron a la Central Midlands League.
En 1990 se unieron a la West Midlands (Regional) League, y cuatro años más tarde se convirtieron en campeones, asegurando el ascenso a la Southern Football League.
Cuando se reestructuró la pirámide fuera de la liga en 2004, Town se colocó en la Primera División de la Northern Premier League, ganando el ascenso a la División Premier en el primer intento. Paul Hurst y su excompañero de equipo en el Rotherham United, Rob Scott, fueron nombrados entrenadores conjuntos del equipo de la Northern Premier League en enero de 2009 luego de la partida de David Holdsworth a Mansfield Town. En mayo de 2009 ganaron la final de los play-offs de la liga para asegurarse un lugar en la National League North.
Terminaron octavos en su primera temporada en la Conferencia Norte, pero a mitad de su segunda temporada, el club fue liquidado debido a una factura de impuestos impaga de £ 50,000.
En su lugar se formó un nuevo club, Ilkeston Football Club.

## Palmarés
| Liga                                                   | Títulos                                                          | Subtítulos |
| ------------------------------------------------------ | ---------------------------------------------------------------- | ---------- |
| Midland League                                         | 1967-68                                                          |            |
| División Premier de la West Midlands (Regional) League | 1993-94                                                          |            |
| División 1 de la West Midlands (Regional) League       | 1991-92                                                          |            |
| Copa                                                   | Títulos                                                          | Subtítulos |
| Derbyshire Senior Cup                                  | 1949, 1953, 1956, 1958, 1963, 1983, 1993, 1999, 2000, 2006, 2007 |            |

## Datos del club
- Mejor actuación en la FA Cup: 2da. ronda, 1997–98, 1999-00
- Mejor actuación en la FA Trophy: 3ª. ronda, cuatro ocasiones
- Mejor actuación de FA Vase: 4a. ronda, 1988–89